# Sven Brolin (läkare)
Sven Elov Brolin, född 5 maj 1914 i Osby församling, Kristianstads län, död 6 september 1997 i Uppsala, var en svensk läkare.
Brolin, som var son till rektor Elov Brolin och Brita Söderling, avlade studentexamen i Kristianstad 1933, blev medicine kandidat vid Lunds universitet 1936, medicine licentiat 1942 och medicine doktor 1945. Han blev t.f. underläkare på oftalmiatriska kliniken vid Lunds lasarett 1946, var docent i histologi vid Lunds universitet 1945–1948, prosektor på histologiska institutionen vid Uppsala universitet från 1948. Han utgav The Structure and Metabolism of the Pancreatic Islets (1964, tillsammans med andra), samt en lång rad skrifter i histologi, särskilt endokrinologi och experimentell diabetesforskning. Brolin är begravd på Uppsala gamla kyrkogård.

## Utmärkelser
- Kommendör av Nordstjärneorden, 5 juni 1971.[4]